# Edgardo D'Ascenzo
Jorge Edgardo D'Ascenzo (Mataderos, Ciudad de Buenos Aires, Argentina, 17 de junio de 1937- 15 de julio de 2010) fue un jugador de fútbol argentino.

## Trayectoria
Llegó al Club Atlético Independiente procedente de Nueva Chicago donde había formado delantera junto a Julio San Lorenzo, Norberto Calandria, Alberto Dacquarti y Oscar Casanova, donde jugó en 1957 y 1958. En Independiente jugó, entre 1960 y 1962 y en 1964. Disputó 73 partidos convirtiendo 33 goles (uno de ellos, el número 2000 de Independiente). Fue campeón de liga en 1960, convirtiéndose en el segundo goleador del equipo detrás de Walter Giménez. Fue internacional siete partidos, anotando dos goles. Disputó el Sudamericano de Perú en 1962.
También jugó en Chacarita Juniors y en el Green Cross-Temuco de Chile. Disputaron un partido contra la Selección de fútbol de la Unión Soviética en 1965 con un gol suyo, batiendo a Víktor Bánnikov sustituto de Lev Yashin.